# Estádio León
O Nou Camp, oficialmente denominado Estádio León, é um estádio de futebol localizado em León, México. Ali o Club León disputa seus jogos. 
Inaugurado em 1.º de fevereiro de 1967 com o jogo Santos 2x1 River Plate, abrigou partidas de futebol dos Jogos Olímpicos de Verão de 1968.

## Copa do Mundo FIFA de 1970
Recebeu sete jogos da Copa do Mundo de 1970, incluida uma das quartas-de-final.
| Data   | 1ª equipe          | Placar | 2ª equipe  | Fase    | Público |
| ------ | ------------------ | ------ | ---------- | ------- | ------- |
| 2 jun  | Peru               | 3-2    | Bulgária   | Grupo 4 | 13 765  |
| 3 jun  | Alemanha Ocidental | 2–1    | Marrocos   | Grupo 4 | 12 942  |
| 6 jun  | Peru               | 3–0    | Marrocos   | Grupo 4 | 13 537  |
| 7 jun  | Alemanha Ocidental | 5–2    | Bulgária   | Grupo 4 | 12 710  |
| 10 jun | Alemanha Ocidental | 3–1    | Peru       | Grupo 4 | 17 875  |
| 11 jun | Bulgária           | 1–1    | Marrocos   | Grupo 4 | 12 299  |
| 14 jun | Alemanha Ocidental | 3–2    | Inglaterra | Quartas | 23 357  |

## Copa do Mundo FIFA de 1986
Recebeu quatro jogos da Copa do Mundo de 1986, incluida uma das oitavas-de-final.
| Data   | 1ª equipe | Placar | 2ª equipe       | Fase    | Público |
| ------ | --------- | ------ | --------------- | ------- | ------- |
| 1 jun  | França    | 1–0    | Canadá          | Grupo C | 34 500  |
| 5 jun  | França    | 1–1    | União Soviética | Grupo C | 36 540  |
| 9 jun  | França    | 3–0    | Hungria         | Grupo C | 31 420  |
| 15 jun | Bélgica   | 4–3    | União Soviética | Oitavas | 32 227  |